# Bni Zoli
Bni Zoli (en àrab بني زولي, Banī Zūlī; en amazic ⴱⵏⵉ ⵥⵓⵍⵉ) és una comuna rural de la província de Zagora, a la regió de Drâa-Tafilalet, al Marroc. Segons el cens de 2014 tenia una població total de 18.941 persones.